# Gmina zbiorowa Dahlenburg
Gmina zbiorowa Dahlenburg (niem. Samtgemeinde Dahlenburg) – gmina zbiorowa położona w niemieckim kraju związkowym Dolna Saksonia, w powiecie Lüneburg. Siedziba gminy zbiorowej znajduje się w miejscowości Dahlenburg.

## Położenie geograficzne
Gmina zbiorowa Dahlenburg jest położona pomiędzy Pustacią Lüneburską od zachodu a Łabą od wschodu ok. 20 km na wschód od Lüneburga. 
Leży w południowo-wschodniej części powiatu Lüneburg. Graniczy z powiatem Lüchow-Dannenberg od wschodu i południa, a także z powiatem Uelzen na południu. Sąsiaduje również na zachodzie z gminą zbiorową Ostheide i na północy z Bleckede.
Przez gminę płynie z południa na północ rzeka Neetze, prawy dopływ Ilmenau.

## Podział administracyjny
Do gminy zbiorowej Dahlenburg należy pięć gmin, w tym jedno miasto (Flecken):
1. Boitze
2. Dahlem
3. Dahlenburg
4. Nahrendorf
5. Tosterglope

## Współpraca
- gmina Damasławek, Polska od 1999
- Gramsbergen, Holandia od 1976
- Le Molay-Littry, Francja od 1982